# Groupe 7 des éliminatoires du Championnat d'Europe féminin de football 2017
Navigation
Groupe 6 Groupe 8
Cet article donne les résultats détaillés des matchs du Groupe 7 de la phase de groupes des éliminatoires pour l'Euro 2017 de football féminin.

## Classement
En fonction du règlement de l'UEFA relatif à cette compétition.
| Rang | Équipe             | Pts | J | G | N | P | Bp | Bc | Diff |  | Résultats (▼ dom., ► ext.) |     |     |     |     |     |
| ---- | ------------------ | --- | - | - | - | - | -- | -- | ---- |  | -------------------------- | --- | --- | --- | --- | --- |
| 1    | Angleterre         | 22  | 8 | 7 | 1 | 0 | 32 | 1  | +31  |  | Angleterre                 |     | 1-1 | 7-0 | 1-0 | 5-0 |
| 2    | Belgique           | 17  | 8 | 5 | 2 | 1 | 27 | 5  | +22  |  | Belgique                   | 0-2 |     | 1-1 | 6-0 | 6-0 |
| 3    | Serbie             | 10  | 8 | 3 | 1 | 4 | 10 | 21 | -11  |  | Serbie                     | 0-7 | 1-3 |     | 0-1 | 3-0 |
| 4    | Bosnie-Herzégovine | 9   | 8 | 3 | 0 | 5 | 8  | 17 | -9   |  | Bosnie-Herzégovine         | 0-1 | 0-5 | 2-4 |     | 4-0 |
| 5    | Estonie            | 0   | 8 | 0 | 0 | 8 | 0  | 33 | -33  |  | Estonie                    | 0-8 | 0-5 | 0-1 | 0-1 |     |

- Qualifié directement pour l'Euro 2017
- Barragiste
- Éliminé de la compétition

## Résultats et calendrier
Le lien « Rapport » en bas de chaque feuille de match permet de voir davantage de détails vers la source UEFA.
| 17 septembre 2015 | Estonie | 0 - 1   | Serbie        | Tamme Stadium, Tartu                        |                                             |
| 18 h 00 HEC       |         | (0 - 1) | Mijatović 43e | Spectateurs : 647 Arbitrage : Elia Martinez | Spectateurs : 647 Arbitrage : Elia Martinez |
| 18 h 00 HEC       | Rapport |         |               | Spectateurs : 647 Arbitrage : Elia Martinez | Spectateurs : 647 Arbitrage : Elia Martinez |

| 21 septembre 2015 | Estonie | 0 - 8   | Angleterre                                                                         | A. Le Coq Arena, Tallinn                           |                                                    |
| 18 h 00 HEC       |         | (0 - 3) | Carter 2e 83e 90+2e · Potter 34e · Kirby 40e 81e · J. Scott 53e · Christiansen 74e | Spectateurs : 1,342 Arbitrage : Dilan Deniz Gökçek | Spectateurs : 1,342 Arbitrage : Dilan Deniz Gökçek |
| 18 h 00 HEC       | Rapport |         |                                                                                    | Spectateurs : 1,342 Arbitrage : Dilan Deniz Gökçek | Spectateurs : 1,342 Arbitrage : Dilan Deniz Gökçek |

| 22 septembre 2015 | Belgique                                                                                        | 6 - 0   | Bosnie-Herzégovine | Den Dreef, Louvain                            |                                               |
| 20 h 30 HEC       | Dijaković 7e (csc) · De Gernier 20e · Zeler 33e 41e (pen.) · Cayman 35e · Coutereels 72e (pen.) | (5 - 0) |                    | Spectateurs : 2,620 Arbitrage : Kateryna Zora | Spectateurs : 2,620 Arbitrage : Kateryna Zora |
| 20 h 30 HEC       | Rapport                                                                                         |         |                    | Spectateurs : 2,620 Arbitrage : Kateryna Zora | Spectateurs : 2,620 Arbitrage : Kateryna Zora |

| 23 octobre 2015 | Bosnie-Herzégovine                | 4 - 0   | Estonie | FF BH Football Training Centre, Zenica               |                                                      |
| 15 h 00 HEC     | Nikolić 6e 36e 43e · Radeljić 73e | (3 - 0) |         | Spectateurs : 270 Arbitrage : Tania Fernandes Morais | Spectateurs : 270 Arbitrage : Tania Fernandes Morais |
| 15 h 00 HEC     | Rapport                           |         |         | Spectateurs : 270 Arbitrage : Tania Fernandes Morais | Spectateurs : 270 Arbitrage : Tania Fernandes Morais |

| 27 octobre 2015 | Serbie                          | 3 - 0   | Estonie | Suvača Sportcenter, Pećinci                        |                                                    |
| 13 h 30 HEC     | Čubrilo 17e 61e · Radojičić 82e | (1 - 0) |         | Spectateurs : 100 Arbitrage : Justina Lavrenovaite | Spectateurs : 100 Arbitrage : Justina Lavrenovaite |
| 13 h 30 HEC     | Rapport                         |         |         | Spectateurs : 100 Arbitrage : Justina Lavrenovaite | Spectateurs : 100 Arbitrage : Justina Lavrenovaite |

|             | Bosnie-Herzégovine | 0 - 5   | Belgique                                               | FF BH Football Training Centre, Zenica       |                                              |
| 14 h 00 HEC |                    | (0 - 1) | Biesmans 25e 65e · Wullaert 73e 83e · Demoustier 90+2e | Spectateurs : 407 Arbitrage : Lorraine Clark | Spectateurs : 407 Arbitrage : Lorraine Clark |
| 14 h 00 HEC | Rapport            |         |                                                        | Spectateurs : 407 Arbitrage : Lorraine Clark | Spectateurs : 407 Arbitrage : Lorraine Clark |

| 25 novembre 2015 | Serbie  | 0 - 1   | Bosnie-Herzégovine | Sports Center of FA of Serbia, Stara Pazova |                                             |
| 13 h 00 HEC      |         | (0 - 0) | Nikolić 88e        | Spectateurs : 250 Arbitrage : Galiya Echeva | Spectateurs : 250 Arbitrage : Galiya Echeva |
| 13 h 00 HEC      | Rapport |         |                    | Spectateurs : 250 Arbitrage : Galiya Echeva | Spectateurs : 250 Arbitrage : Galiya Echeva |

| 29 novembre 2015 | Angleterre   | 1 - 0   | Bosnie-Herzégovine | Ashton Gate Stadium, Bristol                        |                                                     |
| 16 h 30 HEC      | J. Scott 69e | (0 - 0) |                    | Spectateurs : 13,040 Arbitrage : Florence Guillemin | Spectateurs : 13,040 Arbitrage : Florence Guillemin |
| 16 h 30 HEC      | Rapport      |         |                    | Spectateurs : 13,040 Arbitrage : Florence Guillemin | Spectateurs : 13,040 Arbitrage : Florence Guillemin |

| 30 novembre 2015 | Belgique   | 1 - 1   | Serbie          | Den Dreef, Louvain                            |                                               |
| 20 h 00 HEC      | Yuceil 17e | (1 - 1) | Damnjanović 39e | Spectateurs : 3,650 Arbitrage : Marija Kurtes | Spectateurs : 3,650 Arbitrage : Marija Kurtes |
| 20 h 00 HEC      | Rapport    |         |                 | Spectateurs : 3,650 Arbitrage : Marija Kurtes | Spectateurs : 3,650 Arbitrage : Marija Kurtes |

| 8 avril 2016 | Angleterre   | 1 - 1   | Belgique   | New York Stadium, Rotherham                   |                                               |
| 20 h 55 HEC  | J. Scott 84e | (0 - 1) | Cayman 18e | Spectateurs : 10,550 Arbitrage : Gyöngyi Gaál | Spectateurs : 10,550 Arbitrage : Gyöngyi Gaál |
| 20 h 55 HEC  | Rapport      |         |            | Spectateurs : 10,550 Arbitrage : Gyöngyi Gaál | Spectateurs : 10,550 Arbitrage : Gyöngyi Gaál |

| 12 avril 2016 | Bosnie-Herzégovine | 0 - 1   | Angleterre | FF BH Football Training Centre, Zenica           |                                                  |
| 16 h 00 HEC   |                    | (0 - 0) | Carney 86e | Spectateurs : 1,500 Arbitrage : Simona Ghisletta | Spectateurs : 1,500 Arbitrage : Simona Ghisletta |
| 16 h 00 HEC   | Rapport            |         |            | Spectateurs : 1,500 Arbitrage : Simona Ghisletta | Spectateurs : 1,500 Arbitrage : Simona Ghisletta |

|             | Belgique                                                              | 6 - 0   | Estonie | Den Dreef, Louvain                             |                                                |
| 20 h 00 HEC | Coutereels 11e · De Caigny 21e 50e · Wullaert 30e 63e · Schryvers 67e | (3 - 0) |         | Spectateurs : 2,084 Arbitrage : Melis Özçiğdem | Spectateurs : 2,084 Arbitrage : Melis Özçiğdem |
| 20 h 00 HEC | Rapport                                                               |         |         | Spectateurs : 2,084 Arbitrage : Melis Özçiğdem | Spectateurs : 2,084 Arbitrage : Melis Özçiğdem |

| 3 juin 2016 | Estonie | 0 - 5   | Belgique                                                      | Tamme Stadium, Tartu                           |                                                |
| 18 h 00 HEC |         | (0 - 2) | Zlidnis 10e (csc) · Zeler 38e · Van Gorp 60e · Cayman 65e 70e | Spectateurs : 322 Arbitrage : Barbara Poxhofer | Spectateurs : 322 Arbitrage : Barbara Poxhofer |
| 18 h 00 HEC | Rapport |         |                                                               | Spectateurs : 322 Arbitrage : Barbara Poxhofer | Spectateurs : 322 Arbitrage : Barbara Poxhofer |

| 4 juin 2016 | Angleterre                                                                          | 7 - 0   | Serbie | Adams Park, Wycombe                             |                                                 |
| 18 h 30 HEC | Greenwood 16e · Carney 34e (pen.) 60e 64e · Daly 43e · White 51e · Christiansen 52e | (3 - 0) |        | Spectateurs : 5,903 Arbitrage : Lina Lehtovaara | Spectateurs : 5,903 Arbitrage : Lina Lehtovaara |
| 18 h 30 HEC | Rapport                                                                             |         |        | Spectateurs : 5,903 Arbitrage : Lina Lehtovaara | Spectateurs : 5,903 Arbitrage : Lina Lehtovaara |

| 6 juin 2016 | Estonie | 0 - 1   | Bosnie-Herzégovine | Tamme Stadium, Tartu                         |                                              |
| 18 h 00 HEC |         | (0 - 0) | Nikolić 57e        | Spectateurs : 287 Arbitrage : Cristina Bujor | Spectateurs : 287 Arbitrage : Cristina Bujor |
| 18 h 00 HEC | Rapport |         |                    | Spectateurs : 287 Arbitrage : Cristina Bujor | Spectateurs : 287 Arbitrage : Cristina Bujor |

| 7 juin 2016 | Serbie  | 0 - 7   | Angleterre                                                                           | Sports Center of FA of Serbia, Stara Pazova      |                                                  |
| 17 h 00 HEC |         | (0 - 3) | J. Scott 13e · White 28e · Davison 41e 46e · Damjanović 53e (csc) · Parris 69e 90+1e | Spectateurs : 120 Arbitrage : Stéphanie Frappart | Spectateurs : 120 Arbitrage : Stéphanie Frappart |
| 17 h 00 HEC | Rapport |         |                                                                                      | Spectateurs : 120 Arbitrage : Stéphanie Frappart | Spectateurs : 120 Arbitrage : Stéphanie Frappart |

| 15 septembre 2016 | Serbie     | 1 - 3   | Belgique                                   | Sports Center of FA of Serbia, Stara Pazova  |                                              |
| 16 h 00 HEC       | Tenkov 31e | (1 - 1) | De Caigny 13e · Deloose 52e · Van Gorp 74e | Spectateurs : 200 Arbitrage : Efthalia Mitsi | Spectateurs : 200 Arbitrage : Efthalia Mitsi |
| 16 h 00 HEC       | Rapport    |         |                                            | Spectateurs : 200 Arbitrage : Efthalia Mitsi | Spectateurs : 200 Arbitrage : Efthalia Mitsi |

|             | Angleterre                                      | 5 - 0   | Estonie | Meadow Lane, Nottingham                       |                                               |
| 20 h 05 HEC | Carter 9e 17e 56e · J. Scott 13e · Carney 90+4e | (3 - 0) |         | Spectateurs : 7,052 Arbitrage : Vera Opeykina | Spectateurs : 7,052 Arbitrage : Vera Opeykina |
| 20 h 05 HEC | Rapport                                         |         |         | Spectateurs : 7,052 Arbitrage : Vera Opeykina | Spectateurs : 7,052 Arbitrage : Vera Opeykina |

| 20 septembre 2016 | Bosnie-Herzégovine             | 2 - 4   | Serbie                                   | FF BH Football Training Centre, Zenica        |                                               |
| 16 h 00 HEC       | Medić 40e · Nikolić 84e (pen.) | (1 - 1) | Slović 9e · Tenkov 48e 69e · Čubrilo 59e | Spectateurs : 420 Arbitrage : Angelika Soeder | Spectateurs : 420 Arbitrage : Angelika Soeder |
| 16 h 00 HEC       | Rapport                        |         |                                          | Spectateurs : 420 Arbitrage : Angelika Soeder | Spectateurs : 420 Arbitrage : Angelika Soeder |

|             | Belgique | 0 - 2   | Angleterre              | Den Dreef, Louvain                               |                                                  |
| 19 h 00 HEC |          | (0 - 0) | Parris 65e · Carney 85e | Spectateurs : 6,754 Arbitrage : Pernilla Larsson | Spectateurs : 6,754 Arbitrage : Pernilla Larsson |
| 19 h 00 HEC | Rapport  |         |                         | Spectateurs : 6,754 Arbitrage : Pernilla Larsson | Spectateurs : 6,754 Arbitrage : Pernilla Larsson |

## Meilleures buteuses
6 buts
- Milena Nikolić
- Karen Carney
- Danielle Carter